# IC 2429
IC 2429 је спирална галаксија у сазвјежђу Рак која се налази на листи објеката дубоког неба у Индекс каталогу.
Деклинација објекта је + 29° 17' 48" а ректасцензија 9h 3m 42,5s. Привидна величина (магнитуда) објекта IC 2429 износи 14,4 а фотографска магнитуда 15,2. IC 2429 је још познат и под ознакама MCG 5-22-3, CGCG 151-6, NPM1G +29.0152, PGC 25446.